# 圣巴德利爵主教座堂 (阿马)
圣巴德利爵主教座堂（英語：Saint Patrick's Cathedral）是北爱尔兰城市阿马的天主教會教堂，也是天主教阿马总教区的主教座堂。

## 历史
圣巴德利爵主教座堂起源于445年圣帕特里克兴建的石砌教堂。在宗教改革后，中世纪的圣巴德利爵主教座堂归属爱尔兰圣公会。1840-1904年，天主教會新建有两座塔楼的圣巴德利爵主教座堂。天主教會和圣公会的两座同名主教座堂位于同一座小镇，相距不远。

## 彌撒
在主教座堂里每天都举行弥撒，星期一至星期六在上午10:00举行。星期六晚上7:00有守夜弥撒(Vigil Mass)。在星期日，弥撒在上午9:00，11:00和下午5:30举行。在节日，弥撒在上午9:00和11:00举行。通常在星期六晚上守夜弥撒之前和之后听告解。